# Завод суперфосфату у Санта-Круз-де-Тенерифе
Завод суперфосфату в Санта-Круз-де-Тенерифе — колишній виробничий майданчик на іспанському острові Тенерифе.
До Другої світової війни добрива для потреб сільського господарства Канарських островів, де активно займались вирощуванням бананів, завозили переважно з Німеччини та Великої Британії. Проблеми з цими поставками покликали до життя проєкт заводу з виробництва суперфосфату (продукт обробки фосфоритів сульфатною кислотою), для якого в 1940-му створили компанію Industrias Químicas Canarias (з 1972-го увійшла до групи Constantino Gutiérrez).
У 1943-му ввели в дію завод потужністю до 20 тисяч тонн суперфосфату на рік. Фосфорити завозили з Марокко, а коли в 1946-му Франція ввела ембарго на їх поставки довелось тимчасово звернутись до сировини єгипетського походження.
Завод використовував сульфатну кислоту власного виробництва, яку продукували шляхом спалювання піритів, доправлених з потужного видобувного регіону в іспанській провінції Уельва. Окрім суперфосфатного виробництва, великим споживачем цієї кислоти був сусідній нафтопереробний завод. На момент запуску майданчик міг щорічно випускати 14,4 тисячі тонн сульфатної кислоти. Також відомо, що з 1954 по 1971 роки Industrias Químicas Canarias закупила 676 тисяч тонн піритів.
У другій половині 1940-х завод узявся за розширення свого асортименту, який у підсумку поповнили сульфатами калію, заліза та міді.
У 1965-му досягнули рекордного за всю історію випуску в обсязі 34 тисячі тонн суперфосфату та 23 тисячі тонн сульфатної кислоти.
У 1980-х іспанська промисловість добрив потрапила у кризу, що призвело до закриття низки підприємств. Одним з них став майданчик у Санта-Круз-де-Тенеріфе, який припинив діяльність 1987 року.